# 1915 en chimie
Cet article présente les faits marquants de l'année 1915 en chimie.

## Évènements
- Avril : le chimiste britannique Chaïm Weizmann met au point un procédé de synthèse de l’acétone à partir de l'amidon, agent nécessaire à la fabrication des explosifs (cordite)[1]. Ce procédé assure 10 % des besoins britanniques pendant la guerre, ce qui confère à Weizmann une grande notoriété dans les milieux politique et militaire britanniques.
- Août : les chimistes britanniques Frederick Soddy et Ada Hitchins publient la première preuve expérimentale directe que le radium est formé par la désintégration de l'uranium[2].
- Le biochimiste anglais Maximilian Nierenstein décrit la réaction de Nierenstein[3], une réaction organique transformant un halogénure d'acyle (en général un chlorure d'acyle) en une halogénocétone par action du diazométhane[4].

## Prix
- Prix Nobel de chimie : Richard Martin Willstätter pour ses recherches sur les pigments des plantes et spécialement sur la chlorophylle[5],[6].
- Médaille Davy : Paul Sabatier pour ses recherches sur l'action de contact, et l'application de métaux finement divisés comme agents catalytiques[7],[8].
- Médaille William-H.-Nichols : Irving Langmuir[9]

## Naissances
- 10 janvier : Pierre Piganiol (mort en 2007), chimiste français.
- 13 juillet : Kaoru Ishikawa (mort en 1989), ingénieur chimiste japonais.
- 3 août : Arthur Birch (mort en 1995), chimiste australien.
- 22 août : Albert Bruylants (mort en 1990), chimiste belge.
- 17 octobre : Frits Böttcher (mort en 2008), professeur de chimie physique néerlandais.
- 30 novembre : Henry Taube (mort en 2005), prix Nobel de chimie en 1983.

## Décès
- 24 mars : Karol Olszewski (né en 1846), mathématicien, physicien et chimiste polonais.
- 2 mai[10] : Clara Immerwahr (née en 1870), chimiste allemande.
- 10 août[11] : Henry Moseley (né en 1887), physicien britannique connu pour la loi de Moseley qui permet de justifier des concepts jusqu'alors empiriques tels le numéro atomique ou l'agencement du tableau périodique[12].
- 20 août : Paul Ehrlich (né en 1854), scientifique allemand, considéré comme le père de la chimiothérapie. Il est avec Ilya Ilitch Metchnikov co-lauréat du Prix Nobel de physiologie ou médecine de 1908.
- 8 septembre : Hugo Schiff (né en 1834), chimiste allemand.
- 6 octobre[13] : Oskar Piloty (né en 1866), chimiste allemand.
- 18 décembre : Henry Enfield Roscoe (né en 1833), chimiste britannique.